# Romedals kommun
Romedals kommun (norska: Romedal kommune) var en kommun i Hedmark fylke i östra Norge. Kommunen omfattade den östra delen av nuvarande Stange kommun (socknarna Romedal och Vallset). Tätorten Romedal utgjorde kommunens centralort.

## Administrativ historik
Romedals kommun upprättades den 1 januari 1838 (som Romedal formannskapsdistrikt) när Formannskapslovene från 1837 trädde i kraft.
Den 1 januari 1964 gick kommunen upp i  Stange kommun. Kommunens hade då 6 441 invånare och en yta på 385 kvadratkilometer.